# Texas Motor Speedway
Der Texas Motor Speedway ist eine Rennstrecke in Fort Worth, Texas.

## Strecke
Die Strecke ist als sogenanntes Quad Oval ausgelegt. Die Gesamtlänge der Strecke beträgt 1,5 Meilen (ca. 2400 m). Im Innenraum gibt es einen Straßenkurs mit vier verschiedenen Streckenlängen (von 0,5 Meilen bis 2,3 Meilen). Die Boxengasse bietet Platz für 45 Boxen (im Sprint Cup) bzw. 35 Boxen (in der IndyCar Series) und hat eine Länge von ca. 265 Meter.
Die Rennstrecke bietet Platz für 159.585 Zuschauer sowie ca. 80.000 Parkplätze.
Über die Interstate 35 und den US Highway 114 und nur wenige Meilen nördlich des Großraumes Dallas-Ft. Worth gelegen, bietet der Texas Motor Speedway eine sehr gute Erreichbarkeit.

## Geschichte
Ende November 1994 gab der damalige Besitzer der NASCAR, Bruton Smith, bekannt, eine permanente Rennstrecke im Großraum Dallas-Ft. Worth zu platzieren. Im Februar 1995 bekam Denton County, direkt nördlich von Ft. Worth gelegen, den Zuschlag für die Rennstrecke. Die Bauarbeiten zur Rennstrecke begannen am 18. August 1995. Die Texas 500 am 5. April 1997 waren das erste offizielle Rennen auf der neuen Rennstrecke.
Modernisierungsarbeiten 2017
Die Modernisierungsarbeiten wurden notwendig, nachdem es in den beiden größten Motorsportligen der USA in der Saison 2016 zu wetterbedingten Verschiebungen kam. Speziell die IndyCar-Serie war davon betroffen, als das Firestone 600 aufgrund von Regenfällen am 11. August auf den nächsten Tag verschoben wurde, dort allerdings nach 72 von 248 Runden abgebrochen und Ende August fortgesetzt werden musste. Durch die lange Benutzung sei der Belag porös geworden und habe Nässe wie ein Schwamm aufgesaugt, wodurch das Trocknen selbst bei kurzen Regenschauern viel zu lange gedauert habe. Für die Installation des Drainage-Systems werden zudem kleine Furchen auf mehreren Stellen der beiden Geraden gezogen, damit das Wasser besser abfließen kann. Die zusätzliche Neugestaltung der ersten beiden Kurven sollte dem Texas Motor Speedway zudem ein einzigartiges Layout verschaffen, nachdem bislang alle vier Kurven ein Banking von 24 Grad aufwiesen. Die Kurven 1 und 2 wurden auf 20 Grad abgesenkt und die Breite der Rennoberfläche von 60 auf 80 Fuß erhöht (von 18 auf 24 Meter). Durch die geringeren Geschwindigkeiten an dieser Stelle wurden auch eine neue Überholmöglichkeit geschafft werden. Die Arbeiten wurden im März abgeschlossen. Die IndyCar-Serie gastierte 2017 am 10. Juni auf dem Oval, die NASCAR bereits am 9. April.

## Nutzung
Auf dem Texas Motor Speedway finden u. a. Rennen der NASCAR Cup Series (Autotrader EchoPark Automotive 400), der Nationwide Series (O’Reilly 300), der Craftsman Truck Series (Sam’s Town 400 und Silverado 350K) und der Indy Racing League statt.
Ende April 2001 gab es darüber hinaus den Versuch, ein Rennen der ChampCar-Serie auf der Strecke abzuhalten, welches letzten Endes nur 2 Stunden vor Rennbeginn abgesagt wurde. Aufgrund der starken Überhöhung wurden im Training Durchschnittsgeschwindigkeiten erreicht, wie sie allenfalls auf den deutlich größeren Super Speedways üblich sind. Eine von Dario Franchitti gefahrene Runde lag mit 239 Meilen pro Stunde nur rund 1 % unter dem absoluten Rekord mit Fahrzeugen dieser Art, welcher auf dem wesentlich größeren California Speedway erzielt wurde. Bei diesem Geschwindigkeiten kam es aufgrund der großen Querbeschleunigungen zu Schwindelanfällen. Versuche, das Rennen kurzfristig durch technische Veränderungen auf eine vertretbare Geschwindigkeit von 225 Meilen pro Stunde zu reduzieren, scheiterten – übrig blieb lediglich der bis heute gültige Rundenrekord.

### Flugzeugrennen
Im Rahmen der Red Bull Air Race Weltmeisterschaft wurde die Rennstrecke zuletzt im September 2015 auch als Austragungsort für ein Flugzeugrennen verwendet, wobei der zu fliegende Kurs überwiegend im Luftraum über der Arena lag. Eine der geraden Strecken im Innenraum des Motodroms wurde als Start- und Landebahn für die kleinen, leichten Rennflugzeuge genutzt, während Teile der Rennstrecke den Taxiway darstellten.